# موزه خانگی صمد وورغون
موزه خانگی صمد وورغون (ترکی آذربایجانی: Səməd Vurğunun Ev Muzeyi) موزه‌ای اختصاص یافته به یاد صمد وورغون، شاعر،نمایشنامه نویس و دانشمند برجسته آذربایجانی و دارنده دو جایزه دولتی است. این اولین موزه یادبود در آذربایجان به حساب می‌ آید که به جاودانه‌سازی یاد و خاطره نویسندگان و آهنگ‌سازان بنیان‌گذاری شده‌اند.

## اطلاعات کلی
موزه خانگی صمد وورغون با تصمیم دولت وقت در سال ۱۹۷۴ ایجاد و ۶ اکبتر سال ۱۹۷۵ باز شد. موزه در منزلی ۶ اتاقه در یک ساختمان متعلق به قرن ۱۹ قرار دارد. صمد وورغون در دو سال آخر عمر خود در این خانه زندگی کرده و به فعالیت پرداخته‌است.
از ابتدای تأسیس تا به حال بر کلیت اشیاء نمایشی موزه افزوده شده‌است، و همچنین نمایشگاه‌های جدیدی ایجاد و پژوهش‌هایی در خصوص فعالیت‌های این شاعر انجام گرفته‌است. در نتیجه، وسایل شخصی باقی مانده از صمد وورغون نظیر عکس‌های اصلی، نقاشی‌ها، دست نوشته‌ها، آثار تحقیقاتی، هدایا، مجلات سال‌های قدیم و تعداد کثیری از اشیاء نمایشی را بیش از پیش افزوده شده است. در حال حاضر، مجموع اشیاء نمایشی در موزه بالغ بر ۱۶٫۰۰۰ است.
بخش موسوم به خانه شعر در روستای یوخاری سالاحلی، از توابع شهرستان قزاق جمهوری آذربایجان، قرار گرفته‌است، که صمد وورغون در آن به دنیا آمده‌است. موزه سه اتاق دارد که اتاق‌های کار، نشیمن و خواب نام گرفته‌اند و به‌طور دست نخورده نگه داشته می‌شوند. در سه اتاق دیگر نمایشگاهی به یاد صمد وورغون به راه انداخته شده‌است، که زندگی و فعالیت‌های اجتماعی وی را به نمایش می‌گذارد.

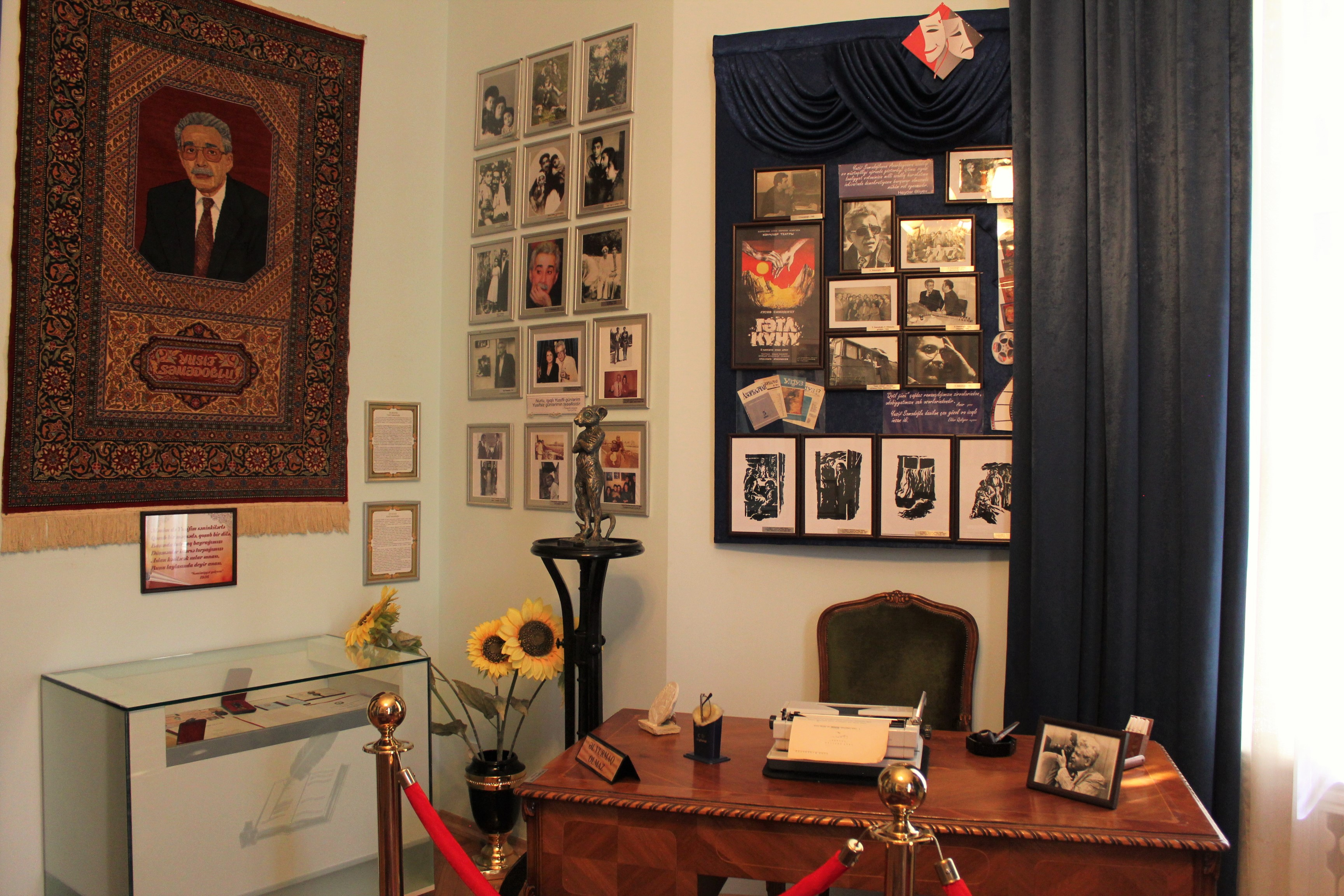
نمایشگاه در موزه خانگی صمد ورغون

قسمت دیگر دفتر شاعر نامیده می‌شود. همه چیز ساده و معمولی است، میز تحریر، صندلی‌ها، کمد‌ها و کتب. روی میز تحریر آخرین دست نوشته‌های شاعر، سیگارهایش، عکس گرفته شده‌اش توسط همسر خود و شال ارغوانی رنگ داخل یک سبد کوچک وجود دارد. از دیگر وسایل موجود روی میز می‌شود به آثار «واقف»، «فرهاد و شیرین»، «انسان» و «آیگون»، و نیز مقالات و سخنرانی‌هایی که روزگاری ایراد نموده بود، اشاره کرد.
اتاق نشیمن شاعر به شکلی مورد نگهداری واقع شده‌است که خود وی طراحی کرده بود. صمد وورغون نه تنها شاعری بزرگ بود، بلکه یک مرد روشنفکر و مهمان‌نواز هم بود. غالباً رفقای شاعر، نویسندگان، آهنگ‌سازان، بازیگران، کشاورزان و دوست‌دارانش در این اتاق گرد هم می‌آمده‌اند.

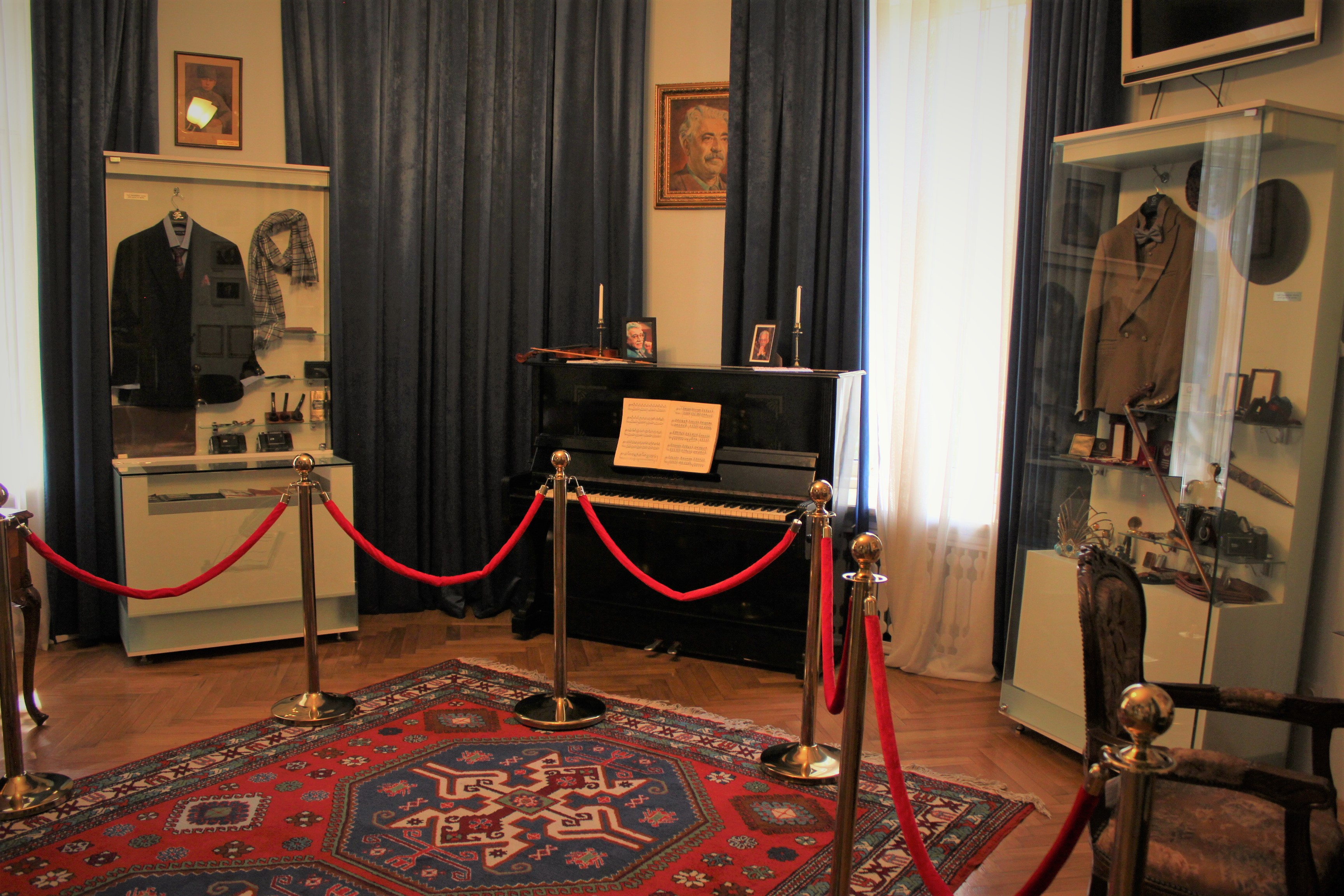
اتاق نشیمن در موزه خانگی صمد ورغون

یک پیانو نیز در این اتاق قرار دارد. عزیر حاجی‌بیگف، مؤسس اپرای ملی آذربایجانی، قارا قارایف، فکرت امیروف، سعید رستموف و سایر آهنگ‌سازان آثار خود را اینجا نواخته‌اند. یک تک‌چهره صمد وورغون نیز جزوی از جمله اشیاء نمایشی در این اتاق است که در سال ۱۹۴۴ از سوی میکاییل عبدالله‌اوف کشیده شده و شاعر را در محوطه باغی جلوه می‌دهد. یک ساعت هم در اتاق هست. هنگامی که صمد وورغون در ۲۷ ماه مه سال ۱۹۵۶ دار فانی را وداع گفت همسرش خانم «خاور» این ساعت را از کار انداخت.
آخرین نمایشگاه اتاق خواب است، که اینجا هم همه چیز به طرز دست‌نخورده‌ای محفوظ است. اینجا یک ماسک مرگ شاعر هم موجودیت دارد. مضافاً، میز تحریر، ویولن، پیانو و دیگر وسایل شخصی واقف صمداوغلو، پسر شاعر، نیز در جمع اشیاء نمایشی این موزه هستند.

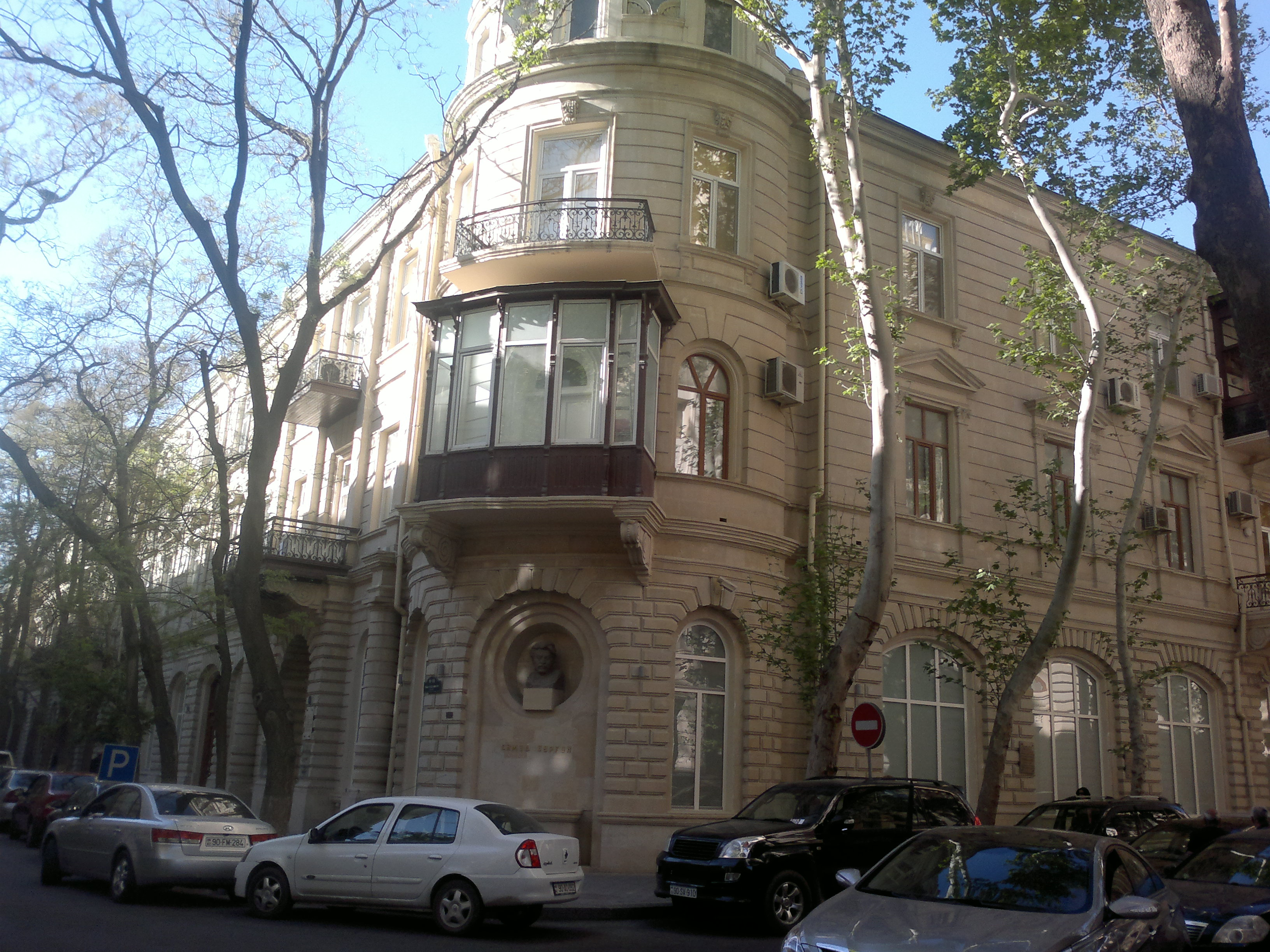
مسکن شاعر، نمایشنامه نویس، محقق صمد ورغون در شماره 6 خیابان ترلان

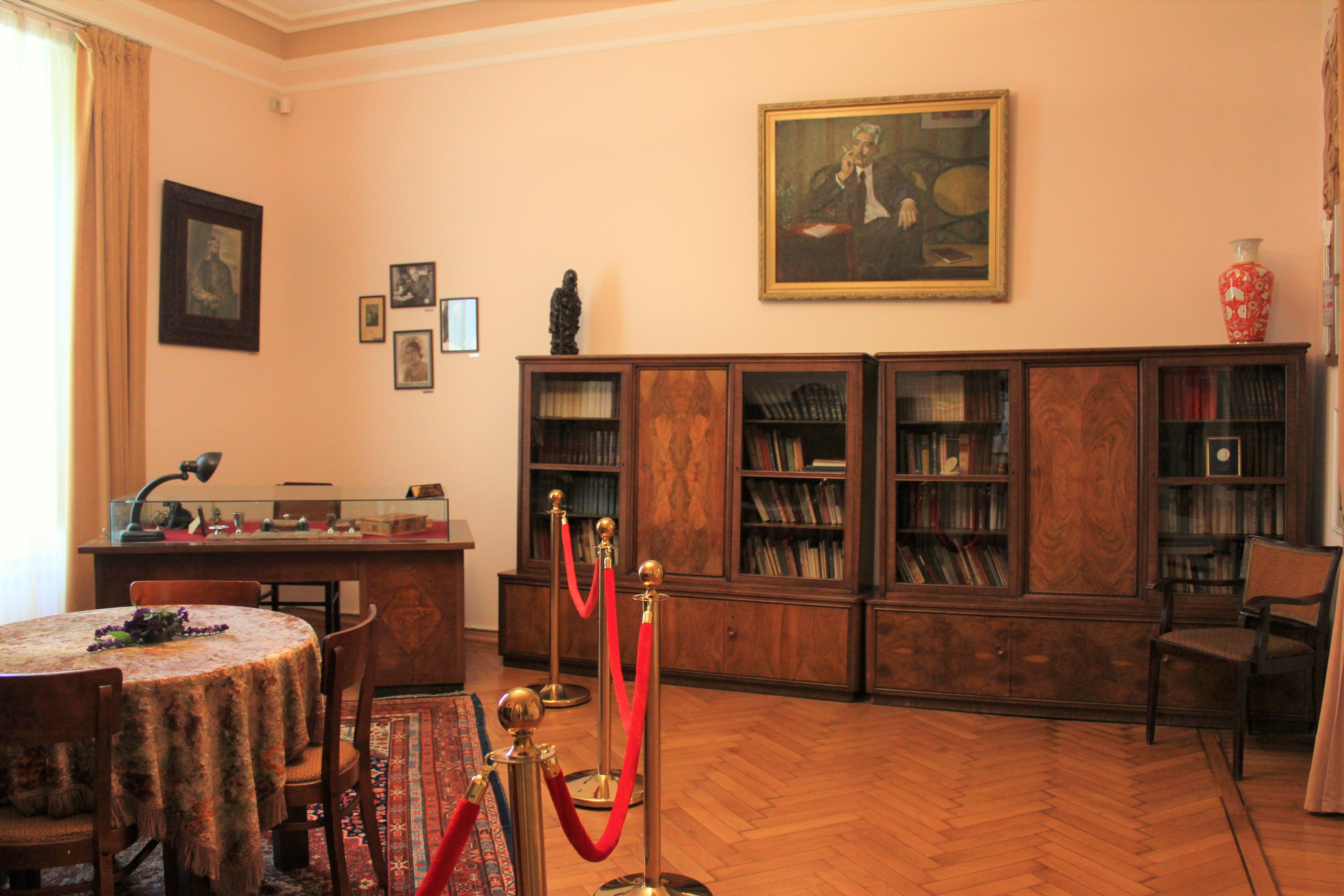
نمایشگاه در موزه خانگی صمد ورغون